# Potentilla chiloensis
Potentilla chiloensis là loài thực vật có hoa trong họ Hoa hồng. Loài này được (L.) Mabb. mô tả khoa học đầu tiên năm 2002.